# Noorda palealis
Noorda palealis is een vlinder uit de familie grasmotten (Crambidae). De wetenschappelijke naam van deze soort is voor het eerst gepubliceerd in 1957 door Pierre Viette.
De soort komt voor in São Tomé.